# Klon Shirasawy
Klon Shirasawy (Acer shirasawanum Koidz.) – gatunek drzewa z rodziny mydleńcowatych (Sapindaceae). W obrębie rodzaju sklasyfikowany do sekcji Palmata i serii Palmata. Naturalnie występuje w Japonii, w górach na Honsiu i Sikoku. W Polsce rzadko w kolekcjach – w arboretum w Kórniku i Rogowie, Przelewicach i Lanckoronie. Bywa mylony z klonem japońskim. Częściej od gatunku uprawiane są jego odmiany, zwłaszcza złotolistna 'Aureum'.

## Morfologia

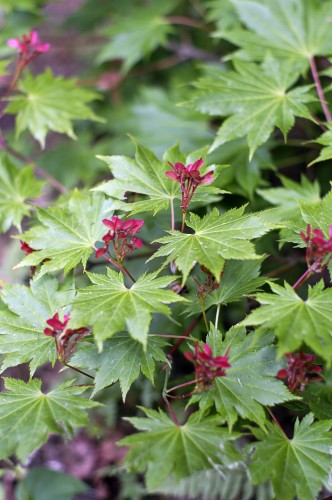
Klon Shirasawy

PokrójJest to niewysokie drzewo lub krzew o szeroko rozpostartej, prawie kulistej, koronie. Dorasta do 5–10 m wysokości. Kora jest szarobrązowa i gładka.
LiścieLiście mają okrągławy kształt. Są cienkie i sztywne. Mają długość do 12 cm i podobną szerokość. Są płytko 11-klapowane (spotyka się liście o od 9 do 13 klap) i podwójnie ostro piłkowane. Młode liście są obustronnie owłosione, lecz ogonki są nagie. Od góry liście mają jaskrawozieloną barwę. Wiosną liście są soczyście zielone (jak barwa skórki limonki) i stopniowo w czasie lata żółkną aż do jesiennego przebarwienia na kolory od pomarańczowego do karminowoczerwonego. Ogonki liściowe są czerwonawe.
KwiatyKwiaty są drobne. Mają różowe płatki i kremowe działki kielicha. Mają do 8 mm. Są zebrane w niewielkie, rozgałęzione, odstające, wzniesione kwiatostany.
OwocOwocami są orzeszki o długości do 2 cm ze skrzydełkami, o czerwonawym zabarwieniu, ustawionymi pod kątem rozwartym lub prawie horyzontalnie. Zebrane są we wzniesione owocostany.

## Biologia i ekologia
Zalicza się do 5. strefy mrozoodporności (mrozoodporny). Lubi słoneczne lub częściowo zacienione stanowiska. Rośnie na wilgotnych glebach, ponieważ jest bardzo wrażliwy na suszę.

## Zmienność
- Acer shirasawanum 'Aureum' – odmiana uprawna złocista o żółtych liściach przez cały okres wegetacji, nie wytrzymuje silnego nasłonecznienia, skrzydlaki czerwone
- Acer shirasawanum 'Microphyllum' – odmiana drobnolistna